# El Mas (Maçanet de Cabrenys)
El Mas és una masia de Maçanet de Cabrenys (Alt Empordà) inclosa a l'Inventari del Patrimoni Arquitectònic de Catalunya.

## Descripció
Situat a escassa distància al nord-est del nucli urbà de la població de Maçanet de Cabrenys, a la dreta de la riera d'Ardenya i prop del bosc del Quintà.
Masia de planta més o menys rectangular formada per tres cossos adossats, més un altre volum aïllat situat al costat de ponent del conjunt. L'edifici principal presenta les cobertes de teula de dos vessants i està distribuït en planta baixa, pis i golfes. La façana principal, orientada a migdia, presenta un cos rectangular adossat a l'extrem de ponent i cobert per una terrassa al pis. S'organitza en un sol nivell i s'obre a l'exterior mitjançant tres arcs de mig punt actualment reformats. La terrassa té accés des l'interior de la casa i també des d'unes escales exteriors bastides amb maons, situades a la banda de ponent. Donen pas a un portal d'arc de mig punt bastit en maons que tanca la terrassa per aquesta part. A llevant de la terrassa s'adossa un petit cos de planta quadrada i coberta d'un sol aiguavés, que protegeix un espai cobert amb volta de canó situat a la planta baixa de la casa. La volta està bastida en pedra desbastada disposada a sardinell. Al costat del petit cos quadrat destaca un pou de planta circular bastit en pedra sense treballar, actualment tancat per una portella metàl·lica. Totes les obertures de la construcció són rectangulars, les originals bastides amb carreus de pedra i les llindes planes, i les més recents amb els emmarcaments arrebossats. Cal destacar la finestra situada a la cantonada nord-oest de la construcció, donat que presenta la llinda gravada amb la data 1731. A la façana de ponent, adossat a les escales d'accés anteriors, hi ha un cos circular bastit en pedra, que presenta una porta rectangular d'accés a l'interior. Al seu costat destaquen unes altres escales que donen accés a una terrassa que uneix l'edifici principal amb el cos aïllat de ponent. Aquest cos és rectangular, ha estat reformat i presenta teulada de dos vessants i està organitzat en planta baixa i pis. Presenta obertures rectangulars, algunes amb els emmarcaments arrebossats i d'altres bastides en pedra. Destaca el portal d'accés a l'interior situat a la façana de tramuntana, donat que està emmarcat en carreus de pedra i presenta la llinda gravada amb la data 1773. En origen, aquest construcció estava destinada al bestiar
L'edifici principal presenta els paraments arrebossats i emblanquinats, amb carreus desbastats a les cantonades. El volum auxiliar, en canvi, combina els paraments arrebossats amb l'aparell de pedra sense treballar vist.

## Història
Encara que no es tenen referències històriques de l'heretat, cal situar la seva construcció vers el segle xviii, tal com ho testimonien les dates gravades de 1731i 1773 que s'aprecien a dos llindes diferents. Aquests anys tant poden fer referència a l'any de construcció com assenyalar moments de reformes.